# Llorenç Ferragut Munar "Cartutxo"
Llorenç Ferragut i Munar (Sencelles, 7 d'abril de 1880 - 27 de març de 1954), més conegut com a Cartutxo, fou un glosador mallorquí.
Tota la seva vida la va dedicar al camp. Era un pagès sense lletra, però d'una cultura popular immensa. No va anar a escola mai, no obstant el seu saber era gran. De major es dedicà, també, a ensenyar lletres als més menuts del poble.
Durant la II República Espanyola exercí de saig a l'Ajuntament. Fou l'any 1933 quan ocupà durant un any el càrrec interinament en substitució del saig oficial, Josep Socias Llabrés, que havia sol·licitat una excedència per motius personals. Passat aquest temps es convocà un concurs per ocupar la plaça. Concurs que guanyà, però el 9 d'agost de 1936 fou destituït del càrrec, per ordre del nou governador franquista, amb l'excusa de la seva ideologia esquerrana i de no haver col·laborat amb el Movimiento Nacional.
El 1986 l'Ajuntament de Sencelles li dedicà un carrer: Glosador Llorenç Cartutxo. El seu nom substituí l'antic carrer Betlem. Segons el programa de festes d'aquell any, a la nota que se li dedicà, Llorenç Cartutxo fou un "glosador de raça, home ben dotat, autodidacta, d'ironia punyent […] fou celebrat i reconegut a tots els indrets de Mallorca".